# 5215 Tsurui
5215 Tsurui è un asteroide della fascia principale. Scoperto nel 1991, presenta un'orbita caratterizzata da un semiasse maggiore pari a 2,6826892 au e da un'eccentricità di 0,1518035, inclinata di 14,12359° rispetto all'eclittica.
L'asteroide è dedicato all'omonima località giapponese.